# Ірена Стефоська
Ірена Стефоська (мак. Ирена Стефоска; нар. 16 вересня 1967, Скоп'є) — македонський політик та професор Інституту національної історії, міністр культури у 2020-2022 роках.

## Біографічні відомості
У 1991 році закінчила Інститут класичних досліджень на факультеті філософії в Скоп'є. Отримала ступінь магістра в Центральноєвропейському університеті в Будапешті (1994 р.) та на факультеті філософії в Белграді (2001 р.).
Отримала докторський ступінь в Інституті історії на факультеті філософії в Скоп'є (2007). Стипендіат імені Фулбрайта, професор-дослідник Університету Брауна в США (2009/2010), стипендіат Фонду Роберта Боша на програмі «Історичний діалог і звітність» у Колумбійському університеті (зимовий семестр 2012). Випускниця Інституту Георга Екарта в Брауншвейзі, Німеччина, провідної світової установи з дослідження підручників з історії, географії та рідних мов.
Стефоська є членом міжнародної мережі «Альянс за історичний діалог та підзвітність» Інституту прав людини Колумбійського університету в Нью-Йорку з 2012 року. Також є організатором та учасницею міжнародних та національних проектів і публікацій, пов'язаних з феноменом націй та націоналізмів на Балканах, з історичними та політичними міфами Балкан, з викладанням історії та культури в регіоні, а також у напрямку педагогіки та культури миру. Обіймала дослідницькі посади та читала лекції у відомих університетах Європи та Сполучених Штатів, включаючи Університет Гумбольдта в Берліні, Чиказький університет, Університет Урбана-Іллінойс, Колумбійський університет у Нью-Йорку, Центр Вудро Вільсона у Вашингтоні, університети Регенсбурга, Граца, Белграда, Софії та ін.
Будучи багаторічною громадською активісткою у кількох сферах, була членом: Дорадчого комітету з питань культури у «Фонді відкритого суспільства – Македонія», членом Ради директорів Швейцарського фонду культури «Pro Helvetia», членом Ради директорів Македонського Гельсінського комітету з прав людини та давній член Академічного комітету істориків з Балкан у «Центрі демократії та примирення в Південно-Східній Європі» в Салоніках. є одним із засновниць академічної групи «Vox Academica» та громадянської ініціативи «Ајде».
Депутат в Асамблеї Республіки Північна Македонія (2016-2020), де очолювала комісію з питань культури та групу співпраці з парламентом Греції. До вступу на посаду міністра культури працювала штатним професором в Інституті національної історії Університету імені Св. Кирила і Мефодія, Скоп'є.
Вільно володіє англійською, сербською, хорватською та болгарською мовами, також володіє грецькою та має знання з французької мови.